# Savièse
Savièse (deutsch Safiesch) ist eine politische Gemeinde und eine Burgergemeinde im Bezirk Sitten im französischsprachigen Teil des Kantons Wallis in der Schweiz. Im Gebiet der politischen Gemeinde Savièse liegen mehrere Dörfer, die sich am Berghang und auf einem Plateau oberhalb der Weinberge nördlich von Sitten befinden.

## Geographie
Das Zentrum der Ortschaft Saint-Germain (Savièse) liegt auf 820 m ü. M. zwei Kilometer nördlich des Kantonshauptorts Sitten auf der rechten, nördlichen Seite des Walliser Rhonetals. Der Grossteil des weiten Siedlungsgebiets liegt unter der südlichen Bergflanke des Prabé (2042 m ü. M.). Die Gemeinde erstreckt sich über fast 16 Kilometer vom südlichsten Punkt auf 515 m ü. M. in der Nähe von Vuisse bis zum Spitzhorn (2805 m ü. M.) im Norden. Der höchste Punkt des Gemeindegebiets befindet sich mit der Höhe von 3190 m ü. M. auf dem Südgrat des Wildhorns im Nordosten. Im Westen liegt fast der ganze Zanfleurongletscher im Diableretsmassiv auf dem Gemeindegebiet von Savièse.
Vom gesamten Gemeindegebiet von 71,0 km² sind 40,53 km² unproduktive Fläche (meist Gebirge), 15,05 km² landwirtschaftliche Nutzflächen, 11,24 km² Wald und Gehölz und 3,36 km² Siedlungsfläche. 0,83 km² entfallen auf Gewässer. Somit ist sie flächenmässig die mit Abstand grösste Gemeinde im Bezirk Sitten.
Das Gemeindegebiet reicht im Norden über die kontinentale Wasserscheide zwischen den Einzugsgebieten von Rhone und Rhein hinaus. Während der grösste Teil der Landschaft von Savièse über die Morge und ihren Nebenfluss Nétage in die Rhone entwässert wird, fliesst die auf der nördlichen Seite des Sanetschpasses entspringende Saane via Aare in den Rhein. Im Gebiet am Sex Rouge (2315 m ü. M.) südwestlich des Sanetschpasses liegt der Quellbereich eines Bergbaches, der nach wenigen hundert Metern im karstigen Untergrund versickert und durch den Berg wohl die Hauptquelle der Lizerne speist, die bei Ardon als Nebenfluss in die Rhone mündet.
Die Gemeindegrenze von Savièse folgt im Westen der Morge und der Contheysanne und steigt im Hochgebirge zur Tour Saint-Martin und ins Diableretsgebiet, läuft im Norden über die Höhen der Berner Alpen und auf der Ostseite über den Berggrat vom Wildhorn bis fast zum Prabé und weiter in den Bachgräben des Drahin und der Sionne wieder ins Rhonetal hinunter und durchquert im Süden die Rebberge bei Sitten. Die Gemeinde- und Kantonsgrenze zum Kanton Waadt und zum Kanton Bern folgt der Bergkette (von West nach Ost) mit dem Diablerets-Nordgrat, Oldenhorn (3123 m ü. M.; frankoprovenzalisch Becca d’Audon), wo sich die drei Kantonsgrenzen treffen, Sanetschhorn (2924 m ü. M.; französisch Mont Brun), Gstellihorn (2820 m ü. M.; Dent Blanche), Schluchhorn (2579 m ü. M.) und Spitzhorn (2807 m ü. M.), Schafhorn, Arpelihore, Arpelistock (3035 m ü. M.), Gältehore und Wildhorn-Westgrat.
Südlich des Arpelistocks erheben sich die Berge Le Sublage (2735 m ü. M.) und Le Sérac (2817 m ü. M.).

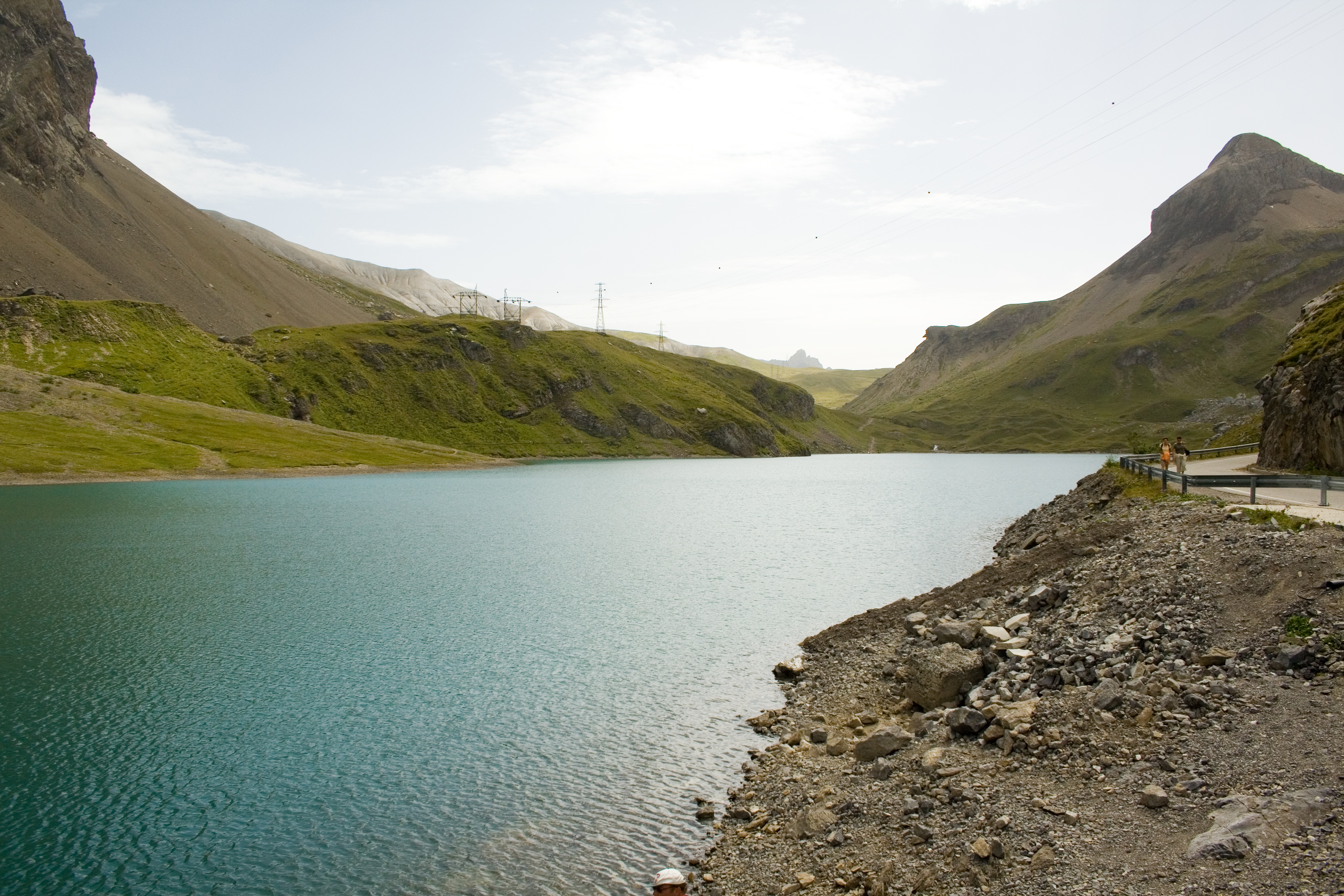
Der Sanetschsee

Im nordwestlichen Teil der Gemeinde liegt der Tsanfleurongletscher, aus dem die Morge entspringt. Der abschmelzende Gletscher hat das mehrere Quadratkilometer grosse, glatt polierte Gesteinsfeld Lapis de Tsanfleuron freigegeben, das sich bis zum Sanetschpass erstreckt. Nördlich des Sanetschpasses liegt auf der Sanetschalp der Sanetschsee, mit dem die Kraftwerk Sanetsch AG die junge Saane aufgestaut hat.
Im Berggebiet liegen mehrere Bergseen, darunter der Dürrsee, und im Rhonetal mehrere Weiher, unter anderem der Lac de Mouchy, der Etang de Motone, der Etang de Binii, der Etang de Rocher und der Etang d'Arvisi. Der grosse Seitenbach der Morge ist die Nétage, die aus dem Bergkessel südlich des Wildhorns nach La Lé fliesst und in der Schlucht unterhalb von Goura in den Talfluss mündet. Weitere kleine Gewässer sind die Tsanfleuronne, die Contheysanne, die einen Abschnitt der Gemeindegrenze zu Conthey bildet, und die Chatonire, die bei Vuisse in die Morge fliesst.
Zu Savièse gehören die Hauptsiedlung St-Germain mit den Weilern Prinzières und La Crettaz im Zentrum, die Siedlung Drône mit Monteiller und La Sionne im Osten, Granois und Chandolin im Westen und Roumaz wie auch Ormône mit den Weilern La Muraz und Diolly im Süden sowie Vuisse im Südwesten. Hinzu kommen mehrere einzelne Wirtschaftsgebäude und grosse neue Wohnsiedlungen, die teilweise mitten im Rebgebiet liegen.
Im gebirgigen nördlichen Teil der Gemeinde liegen die verstreuten Alpsiedlungen Dilogne, Vouagno, Sur-le-Sex, Roua, La Lé, Infloria, Glarey, Tsarein, Dorbagnon, Genièvre, Zanfleuron und Sanetsch. Sie sind von den Dörfern in Talnähe wegen der schroffen Felsflanke westlich des Prabé nur über Strassen in der Nachbargemeinde Conthey erreichbar.
Nachbargemeinden von Savièse sind Sitten, Conthey, Grimisuat, Arbaz und Ayent im Kanton Wallis, Gsteig und Lauenen im Kanton Bern sowie Ormont-Dessus im Kanton Waadt.

## Geschichte

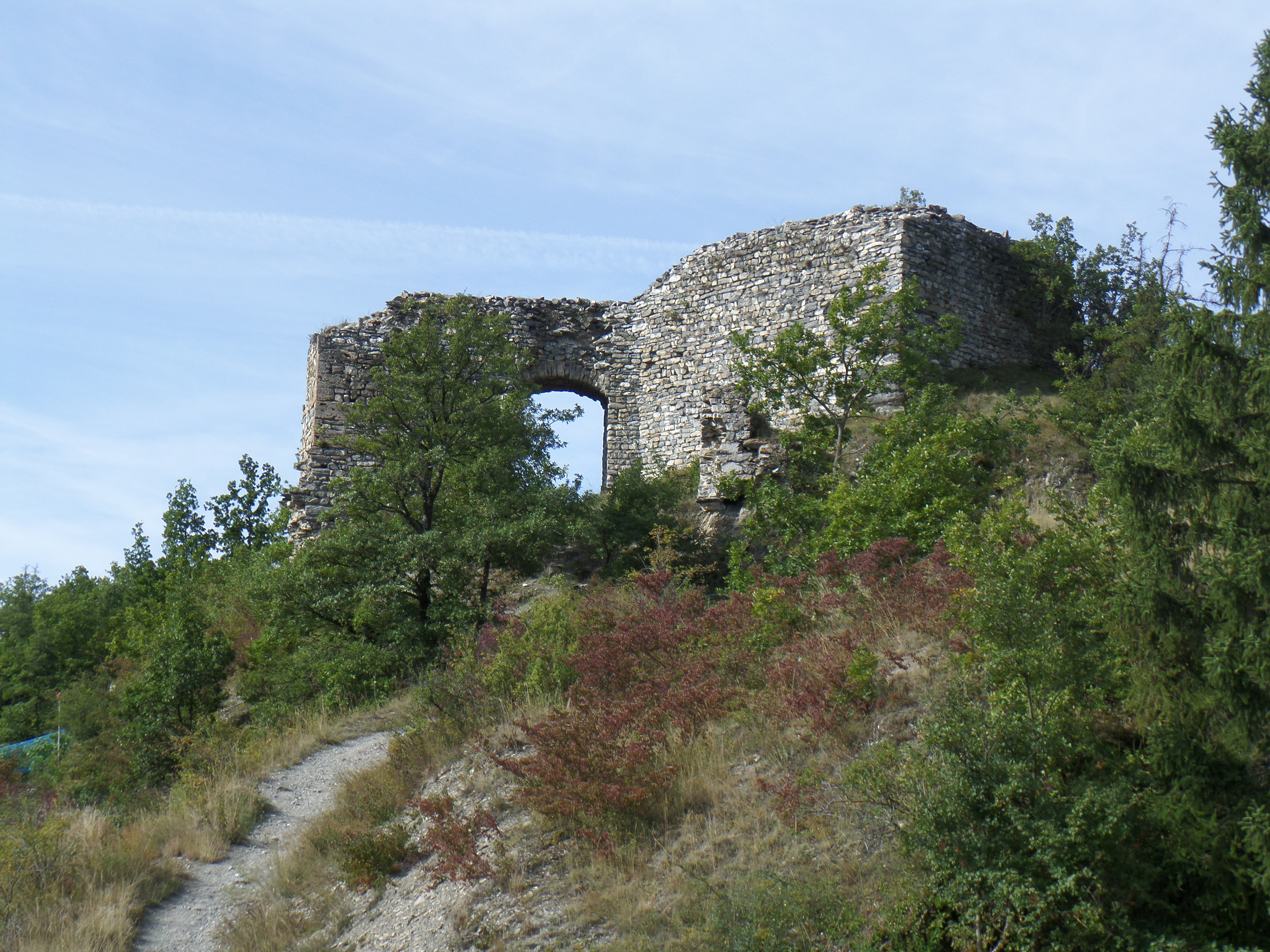
Die Ruinen des Château de la Soie bei Granois

Die erste urkundliche Erwähnung von Savièse erfolgte im Jahr 1200 unter dem Namen Saviesi. Für das Jahr 1224 ist der Name Savisia belegt.
Im Jahr 1219 erbaute Landri de Mont in Savièse die Burg Château de la Soie (dt. Seta). Der Bau verschlechtere die Beziehungen zum Haus Savoyen rapide, da sie ein Risiko für die Pläne der Savoyer darstellte, die Region Sitten unter ihre Herrschaft zu bringen.
Savièse litt im 13. sowie im 14. Jahrhundert erheblich an den Savoyer Einfällen und dies trotz eines Vertrages im Jahr 1260 zwischen Peter von Savoyen und Heinrich von Raron, dem Bischof von Sitten, welcher Peter alle Gebiete westlich der Morge zusprach. Dazu kamen Streitigkeiten mit dem damals zu Savoyen gehörenden Conthey um Gebiete im Tal der Morge, so dass es zu blutigen Auseinandersetzungen kam. Conthey hatte Unterstützung von den Savoyern, den Safiescher wurde von den Oberwallisern geholfen.
Im 14. Jahrhundert war die Burg Seta Schauplatz eines langen Kampfes zwischen Guichard Tavelli und der Familie von Turn. Am 8. August 1375 artete der Streit aus und endete mit dem Fenstersturz, den von Ritter Anton von Turn in Auftrag gegebenen Mord an Bischof Witschard Tavel.
1415 flüchtete Witschard von Raron, Nachkomme von Heinrich von Raron und Familienoberhaupt der von Raron, während des Raronhandels mit seiner Familie auf die Burg Seta, welche danach von den Landleuten belagert wurde. Die Landleute zwangen dem Bischof, welcher ein Neffe Witschards war, den Vertrag von Seta auf. Darin verpflichtete sich der Bischof das Mitspracherecht des Landrates anzuerkennen, unter anderem bei der Wahl des Landvogtes und allen wichtigen Ämtervergaben und Entscheidungen die das Wallis betrafen. 1417 wurde die Burg Seta schliesslich geplündert und niedergebrannt und 1447 wurde Savièse das Landrecht vergeben.
Als sich der Konflikt mit Savoyen immer mehr aufstachelte wurde das Dorf schliesslich am 2. November 1475 während der Burgunderkriege von den Savoyern niedergebrannt. Dabei verschwanden die Dörfer Malerna und Zuschuat von der Landkarte. Am 13. November wurden die Savoyer von den Wallisern unter Bischof Walter Supersaxo in der Schlacht auf der Planta vernichtend geschlagen, und daraufhin konnten die Truppen der Walliser zehnden das ganze Unterwallis bis nach Saint-Maurice erobern. Der Konflikt mit Conthey wurde schliesslich gelöst und diese Gemeinde trat mehrere Maiensässe an Savièse ab.
Nach der Französischen Revolution wurden die Eidgenossenschaft und das Wallis von der französischen Armee erobert und besetzt. In der Pfynschlacht vom 27.–28. Mai 1799 unterlagen die Oberwalliser der französischen Armee, und auch Savièse wurde von den Franzosen besetzt. Die französische Alpenarmee unter General Louis-Marie Turreau de Garambouville sicherte den Weg durch das Wallis über den Simplonpass nach Italien, und die Gemeinde wie Savièse mussten für die Besatzungstruppen Kontributionen leisten. Ab 1802 gehörte die Gemeinde zur formell unabhängigen Republik Wallis, von 1810 bis 1814 dann zum Département du Simplon im ersten französischen Kaiserreich.
Seit dem Wiener Kongress von 1815 gehört die Gemeinde Savièse mit dem ganzen Wallis zur Schweizerischen Eidgenossenschaft. In den Jahren 1815 bis 1839 lag die Gemeinde im Zehnden Hérens, seit 1839 ist sie dem Bezirk Sion zugeteilt.

## Bevölkerung
| Bevölkerungsentwicklung | Bevölkerungsentwicklung | Bevölkerungsentwicklung | Bevölkerungsentwicklung | Bevölkerungsentwicklung | Bevölkerungsentwicklung | Bevölkerungsentwicklung | Bevölkerungsentwicklung | Bevölkerungsentwicklung | Bevölkerungsentwicklung | Bevölkerungsentwicklung | Bevölkerungsentwicklung | Bevölkerungsentwicklung | Bevölkerungsentwicklung | Bevölkerungsentwicklung | Bevölkerungsentwicklung | Bevölkerungsentwicklung | Bevölkerungsentwicklung | Bevölkerungsentwicklung | Bevölkerungsentwicklung | Bevölkerungsentwicklung | Bevölkerungsentwicklung | Bevölkerungsentwicklung | Bevölkerungsentwicklung |
| ----------------------- | ----------------------- | ----------------------- | ----------------------- | ----------------------- | ----------------------- | ----------------------- | ----------------------- | ----------------------- | ----------------------- | ----------------------- | ----------------------- | ----------------------- | ----------------------- | ----------------------- | ----------------------- | ----------------------- | ----------------------- | ----------------------- | ----------------------- | ----------------------- | ----------------------- | ----------------------- | ----------------------- |
| Jahr                    | 1850                    | 1860                    | 1870                    | 1880                    | 1888                    | 1900                    | 1910                    | 1920                    | 1930                    | 1941                    | 1950                    | 1960                    | 1970                    | 1980                    | 1990                    | 2000                    | 2008                    | 2010                    | 2012                    | 2014                    | 2016                    | 2018                    | 2020                    |
| Einwohner               | 1703                    | 1825                    | 2013                    | 2075                    | 2089                    | 2259                    | 2492                    | 2563                    | 2672                    | 2887                    | 3131                    | 3203                    | 3585                    | 4097                    | 4763                    | 5341                    | 6365                    | 6596                    | 6939                    | 7249                    | 7532                    | 7716                    | 7937                    |

### Sprachen
Von den Bewohnern sind 93,9 % französischsprachig, 3,5 % deutschsprachig und 1,0 % portugiesischsprachig (Stand 2000).
Von der alten frankoprovenzalischen Mundart, die heute kaum noch gesprochen wird, zeugen zahlreiche Schriftdokumente, ein Wörterbücher des Patois sowie die überlieferten Orts- und Flurnamen. Die Stiftung Fondation Bretz-Héritier in Savièse dokumentiert und vermittelt den lokalen Dialekt und hat von diesem eine Grammatik veröffentlicht.

### Religion und Konfessionen
Im Jahr 2000 gab es 86,40 % römisch-katholische, 4,7 % evangelisch-reformierte, 2,04 % orthodoxe und 0,32 % christkatholische Christen. Daneben findet man 2,88 % Konfessionslose und 0,54 % Muslime. 3,97 % der Bevölkerung machten keine Angaben zu ihrem Glaubensbekenntnis.

### Herkunft und Nationalität
Von den Ende 2013 registrierten 7149 Bewohnern der Gemeinde waren 6208 Schweizer Bürger.

## Sehenswürdigkeiten

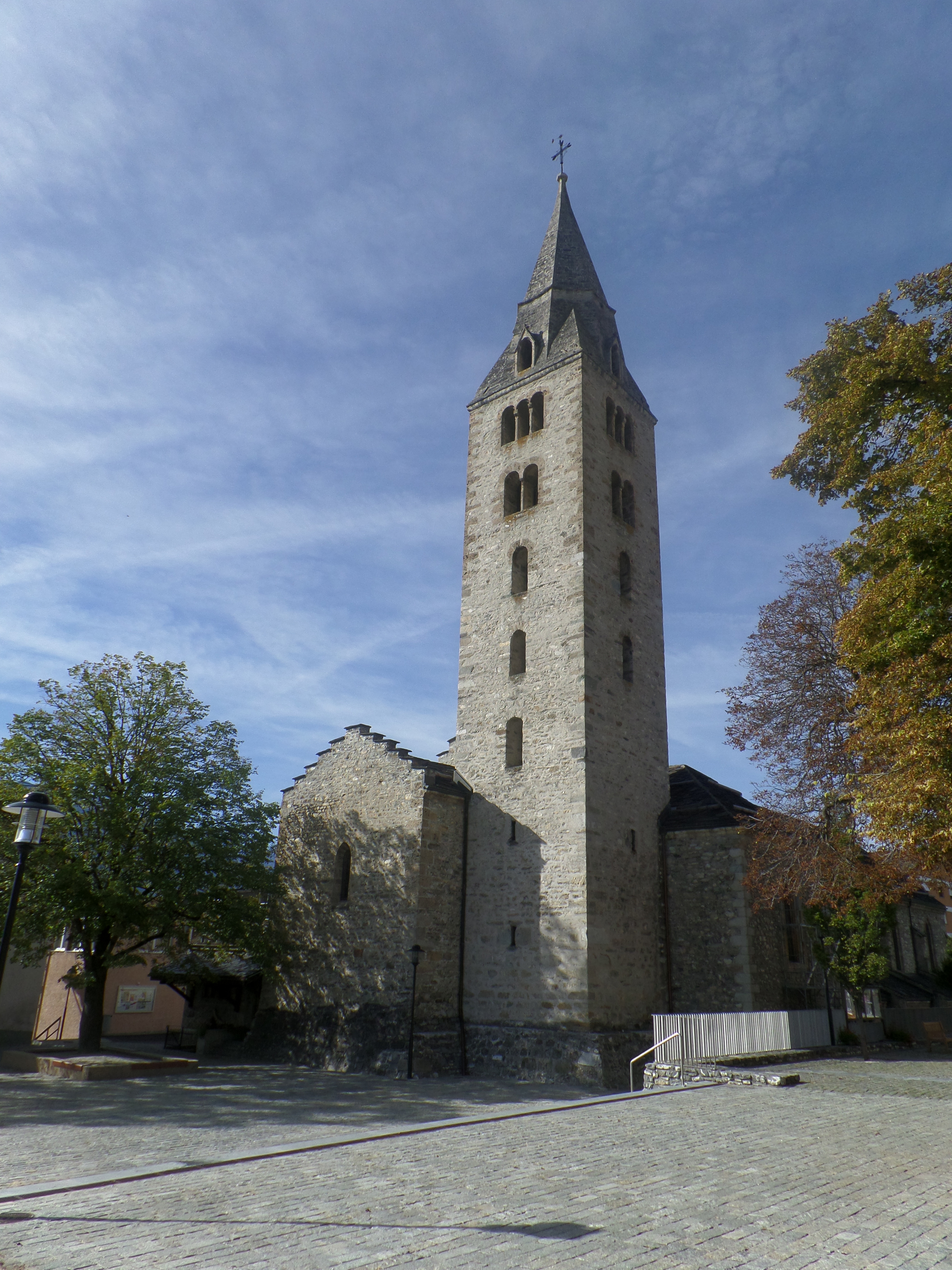
Die Kirche Saint-Germain in Savièse

Die Pfarrkirche Saint-Germain von Savièse wurde im 12. Jahrhundert erbaut und 1475 von den Savoyern zerstört. 1523 wurde die möglicherweise von Ulrich Ruffiner erbaute neue Kirche im gotischen Stil erbaut. Das Bauwerk wurde mehrmals verändert, zuletzt im 20. Jahrhundert, von 1932 bis 1934 wurde der Innenraum durch Ernest Biéler ausgestaltet.
In Savièse gibt es mehrere Kapellen. Die Kapelle Sainte-Marguerite bei Binii wurde in den Jahren 1430 bis 1447 während des Baus der Bisse Torrent-Neuf errichtet. Die in Chandolin stehende Kapelle Notre-Dame des Corbelins wurde 1666, die Kapelle in Drône 1694 und die in Monteiller im Jahr 1662 erbaut.
Weitere Sehenswürdigkeiten sind die Ruinen der Burg Château Seta aus dem Jahr 1219, das im Jahr 1568 erbaute Gemeindehaus sowie der 2008 neu eröffnete Wanderweg entlang der Bisse du Torrent-Neuf, einer ehemaligen Suone nordwestlich von Savièse im Tal der Morge.

## Kultur
In Savièse haben viele Maler gelebt und/oder ihre Inspiration gefunden, darunter Raphael Ritz, Ernest Biéler, Édouard Vallet und Albert Chavaz. So entstand hier eine Künstlerkolonie, die unter dem Namen Schule von Savièse (frz. l’École de Savièse) bekannt wurde.

## Wirtschaft

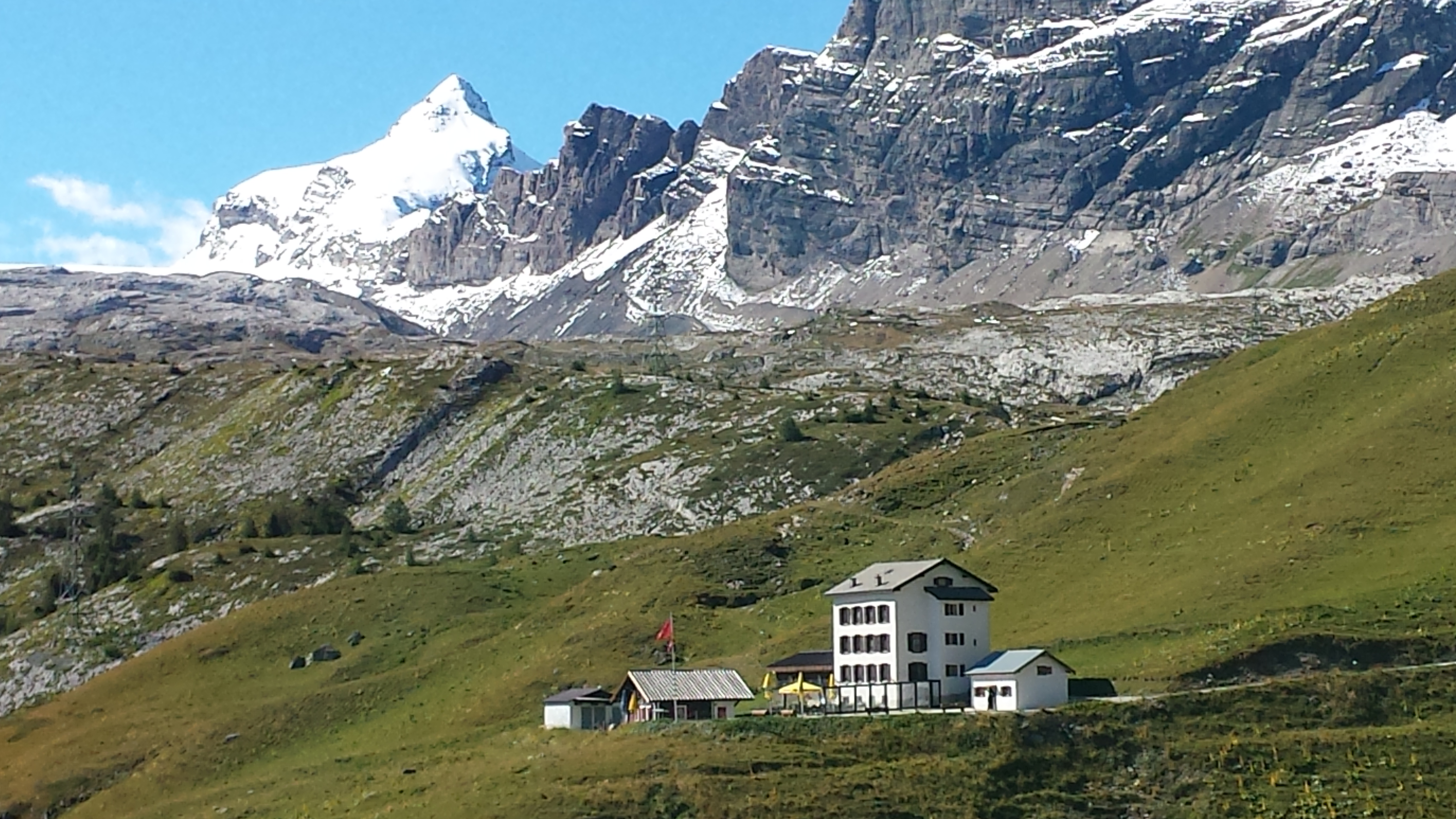
Das Hôtel du Col du Sanetsch

War früher noch die Viehwirtschaft der wichtigste Erwerbszweig, ist es heute der Rebbau. So beschränkte sich der Rebbau am Ende des 19. Jahrhunderts noch auf eine kleine Fläche bei Diolly. Heute zählt Savièse etwa 300 Hektaren Rebfläche, was ca. 4,2 % der Gemeindefläche ausmacht. Waren 1941 noch 75 % der Erwerbstätigen im tertiären Sektor beschäftigt, sind es im Jahr 2005 nur noch 34 %.
Zur Bewässerung der im Sommer sehr trockenen Südhänge baute die Gemeinde Savièse seit dem Mittelalter mehrere Wasserleitungen. Die grösseren sind der Torrent-Neuf, der um 1440 entstand und aus dem Tal der Morge zu den Dörfern führt, die Bisse de Dejour, die Bisse de Tsampré und die Bisse de Lentine.
Auch der Tourismus spielt in der lokalen Wirtschaft eine Rolle. Das bekannteste Hotel ist das Hôtel du Col du Sanetsch, das als Kulturgut ausgeschrieben ist. Weiterhin kann man in Savièse neben Wandern, Mountainbiken und Klettern auch Höhlenwandern. Über die Berghöhen und auf einige Gipfel führen mehrere Wanderwege, besonders der Saumpfad über den Sanetschpass, aber auch zum Beispiel der alpine Weg über den Bergpass Col des Audannes (2891 m ü. M.), über den man auch den Rawilpass erreicht. Die bekannten Hochtouren in diesem Bergabschnitt sind die Wildhorn-Tour und die Berner Alpen-Haute-Route.  An den Bergwegen liegen mehrere SAC-Schutzhütten: die Cabane de Prarochet, die der Skiclub von Savièse im Jahr 1993 gebaut hat, und in der Nähe die Cabane des Audannes (auf dem Gebiet von Ayent), die Geltenhütte (Lauenen) und die Cabane des Diablerets (Les Diablerets, Ormont-Dessus). Am Passweg steht nördlich des Stausees die Auberge du Sanetsch.
Die grösste Höhle, die Grotte des Pinogouins, erreicht dabei eine Höhendifferenz von 270 Metern bei einer Länge von 2,5 Kilometern.
Auf der Fläche des Zanfleurongletschers liegt das Skigebiet der Destination Glacier 3000, die vom Col du Pillon im Kanton Waadt mit der 1964 errichteten Luftseilbahn zu erreichen ist.

## Sendeantenne
Savièse war seit 1948 Standort eines Mittelwellen-Füllsenders des Landessenders für den Kanton Wallis, der auf der Gemeinschaftswelle 1485 kHz mit 1 Kilowatt Sendeleistung betrieben wurde. Als Hauptantenne verwendete dieser Sender eine an einem geerdeten Turm abgespannte Drahtantenne, als Reserveantenne einen selbststrahlenden Sendemast ungewöhnlicher Bauart. Der Sender wurde im Dezember 2005 abgeschaltet und ein Jahr später demontiert.

## Persönlichkeiten
- Jean-Luc Addor (* 1964), Politiker (SVP), lebt in Savièse
- Oskar Freysinger (* 1960), Politiker (SVP), lebt in Savièse
- Hermann Geiger (1914–1966), Rettungsflieger und Pionier des Gletscherflugs (Gletscherpilot) in den Alpen, in Savièse geboren
- Basile Joseph Luyet (1897–1974), Ordenspriester, Volkskundler und Naturforscher
- Naomi Luyet (* 2005), Fussballspielerin
- Iman Beney (* 2006), Fussballspielerin, wuchs in Savièse auf
- Mathias Reynard (* 1987), Politiker (SP), lebt in Savièse